# Angolaastrild
Angolaastrild (Coccopygia bocagei) är en fågel i familjen astrilder inom ordningen tättingar.

## Utbredning och systematik
Fågeln förekommer enbart i Angola. Vissa behandlar den som en underart till svartkindad astrild (C. melanotis).

## Status
IUCN kategoriserar den som livskraftig.

## Namn
Fågelns vetenskapliga artnamn hedrar den portugisiske ornitologen José Vicente Barboza du Bocage (1823-1907).